# تاريخ الضرائب في الولايات المتحدة
يعود تاريخ الضرائب في الولايات المتحدة إلى الاحتجاج الاستعماري ضد سياسة الضرائب البريطانية في الستينيات من القرن الثامن عشر، المؤدي بدوره إلى الثورة الأمريكية. جمعت الدولة المستقلة الضرائب على الواردات (التعريفات الجمركية)، والويسكي، و(لفترة من الوقت) على النوافذ الزجاجية. جمعت الولايات والنواحي ضرائب الاقتراع على الناخبين والضرائب العقارية على الأراضي والمباني التجارية. بالإضافة إلى ذلك، كانت هناك ضرائب إنتاج على مستوى الولايات والمستوى الفيدرالي. بدأ تطبيق الضرائب على الميراث على مستوى الولايات والمستوى الفيدرالي بعد عام 1900، بينما بدأت الولايات (ولكن ليس الحكومة الفيدرالية) في جمع ضرائب المبيعات في الثلاثينيات. فرضت الولايات المتحدة ضرائب على الدخل لفترة وجيزة خلال الحرب الأهلية وتسعينيات القرن التاسع عشر. في عام 1913، صودق على التعديل السادس عشر، ومع ذلك، يحدد دستور الولايات المتحدة المادة 1، القسم 9 ضريبة مباشرة. لم يخلق التعديل السادس عشر لدستور الولايات المتحدة ضريبة جديدة.

## الضريبة الاستعمارية
كانت الضرائب منخفضة على المستويات المحلية والاستعمارية والإمبراطورية طوال العصر الاستعماري. كانت القضية التي أشعلت شرارة الثورة هي ما إذا كان للبرلمان الحق في فرض الضرائب على الأمريكيين ف حين لم يكن لديهم تمثيل فيه.

## سياسات الضرائب الاستعمارية المؤثرة

### قانون الطوابع
كان قانون الطوابع لعام 1765 رابع قانون طوابع يمرره برلمان بريطانيا العظمى. تطلب القانون أن تحمل جميع الوثائق القانونية والتصاريح والعقود التجارية والصحف والوصايا والكتيبات وبطاقات اللعب في المستعمرات الأمريكية طابعًا ضريبيًا. سن القانون في الأول من نوفمبر 1765، في نهاية حرب السنوات السبع بين الفرنسيين والبريطانيين، وهي حرب بدأت عندما هاجم الضابط الشاب جورج واشنطن موقعًا فرنسيًا. كان هدف ضريبة الطوابع هو تغطية تكلفة الحفاظ على الوجود العسكري لحماية المستعمرات. نهض الأمريكيون في احتجاج قوي، مجادلين بعبارة «لا ضريبة بدون تمثيل». أجبرت المقاطعات بريطانيا على إلغاء ضريبة الطوابع، بينما أقنعت العديد من القادة البريطانيين بضرورة فرض ضرائب على المستعمرين لإظهار سيادة البرلمان.

### قوانين إيرادات تاونسند
مرر البرلمان قانوني إيرادات تاونسند الضريبيين في عام 1767؛ اقترحهما تشارلز تاونسند، مستشار الخزانة. فرضت هذه القوانين ضريبة على المنتجات الشائعة المستوردة إلى المستعمرات الأمريكية، مثل الرصاص والورق والطلاء والزجاج والشاي. على عكس قانون الطوابع لعام 1765، لم تكن هذه القوانين ضريبة مباشرة يدفعها الناس يوميًا، بل كانت ضريبة على الواردات يجمعها قبطان السفينة عندما يفرغ الحمولة. أنشأت قوانين تاونسند ثلاثة محاكم بحرية جديدة لمحاكمة الأمريكيين الذين يتجاهلون القوانين.

### قانون السكر
فُرضت الضريبة على الصادرات غير البريطانية من السكر، والقماش، والقهوة.

### حفلة شاي بوسطن
كانت حفلة شاي بوسطن عملًا احتجاجيًا افتعله المستعمرون الأمريكيون ضد بريطانيا العظمى بسبب قانون الشاي، حيث ألقوا العديد من صناديق الشاي في ميناء بوسطن. أخلَت الضرائب على الشاي بأعمال المهربين الأمريكيين، الذين دمروا الشاي انتقامًا لإعفائه من الضرائب. ردت بريطانيا بقسوة، وتصاعد الصراع إلى حرب في عام 1775.

## ضريبة الرؤوس
أنشأت ضرائب الرأس، المعروفة أيضًا بضرائب الاقتراع، في بداية تسعينيات القرن التاسع عشر. ضرائب الاقتراع هي ضريبة ثابتة على الأفراد، بصرف النظر عن الدخل؛ يجب على الناخبين دفع الضريبة قبل أن يُسمح لهم بالإدلاء بأصواتهم. اقترنت هذه الضرائب أحيانًا باختبارات محو الأمية لإثبات الأهلية للتصويت.
كانت الإيرادات من ضرائب الاقتراع مصدرًا رئيسيًا لتمويل حكومات الولايات. لزيادة هذه الإيرادات، مُددت ضرائب الاقتراع أيضًا إلى عملية الحصول على تراخيص الصيد، والصيد السمكي، والقيادة.
كانت ضرائب الاقتراع شرطًا مسبقًا لتسجيل الناخبين في العديد من الولايات. غالبًا ما تطلبت الهيئات التشريعية دفع الضريبة في يوم منفصل عن يوم الانتخابات. ثم كان يتعين على الناخبين إحضار إثبات الدفع في يوم الانتخابات. تسبب ذلك في مشاكل للعديد من العمال الذين كان عليهم الانتقال مرارًا ولم يتمكنوا من الحفاظ على سجلات محاسبة صالحة.
استخدمت هذه الضرائب على نطاق واسع كوسيلة لمنع الناخبين في الولايات الجنوبية من التصويت بعد إلغاء العبودية. استقدمت بوصفها جزءًا من قوانين جيم كرو لردع الأمريكيين السود عن التصويت. مع ذلك، لم تنص قوانين ضريبة الرأس بشكل مباشر على مجموعة معينة من الناس، وطبقت متطلبات الضريبة على جميع الأجناس وكلا الجنسين. لذلك، استخدمت ضرائب الاقتراع أيضًا للتمييز ضد النساء اللواتي حاولن التصويت. أعفي بعض الناخبين الذكور البيض الفقراء من ضرائب الاقتراع بموجب بند الجد في حال كان لديهم سلف أمكنه التصويت قبل الحرب الأهلية.
أنهى التعديل الرابع والعشرون استخدام ضرائب الاقتراع في الانتخابات الفيدرالية في عام 1964. استمرت ولايات ألاباما، وأركنسا، وميسيسيبي، وتكساس، وفيرجينيا في فرض ضرائب الاقتراع في الانتخابات المحلية حتى قضية هاربر ضد مجلس انتخابات فيرجينيا، وهي قضية عقدتها المحكمة العليا الأمريكية في عام 1966. قضت المحكمة بأن ضرائب الرأس المطبقة في الانتخابات المحلية غير دستورية أيضًا.

## التعريفات الجمركية

### دخل الحكومة الفيدرالية
لعبت التعريفات الجمركية أدوارًا مختلفة في سياسة التجارة والتاريخ الاقتصادي للولايات المتحدة. كانت التعريفات الجمركية المصدر الأكبر للإيرادات الفيدرالية من تسعينيات القرن الثامن عشر حتى عشية الحرب العالمية الأولى، حتى تجاوزتها ضرائب الدخل. نظرًا لضرورة الإيرادات من التعريفة وسهولة تحصيلها في الموانئ الرئيسية، اتُفق على امتلاك الدولة تعريفات جمركية لتعزيز الإيرادات.

### سياسة الحماية
لعبت التعريفة الجمركية دورًا آخر في حماية الصناعة المحلية؛ كان هذا هو البعد السياسي للتعريفة الجمركية. من تسعينيات القرن الثامن عشر وحتى يومنا هذا، تسببت التعريفة (والقضايا ذات الصلة الوثيقة مثل حصص الاستيراد والمعاهدات التجارية) في ضغوط سياسية هائلة. أدت هذه الضغوط إلى أزمة الإبطال خلال القرن التاسع عشر، وإنشاء منظمة التجارة العالمية.

#### أصول سياسة الحماية
عندما كان ألكسندر هاميلتون وزير الخزانة الأمريكية، أصدر تقريرًا عن الصناعات أشار إلى أن تطبيق التعريفات الجمركية باعتدال، بالإضافة إلى جمع الإيرادات لتمويل الحكومة الفيدرالية، سيشجع أيضًا التصنيع المحلي ونمو الاقتصاد من خلال استخدام جزء من الأموال المجموعة في شكل إعانات مادية (عرفت بالمكافآت حينها). كانت الأغراض الرئيسية التي سعى إليها هاميلتون من خلال التعريفة الجمركية: (1) حماية الصناعات الأمريكية الناشئة لفترة قصيرة حتى تتمكن من المنافسة؛ (2) جمع الإيرادات لدفع نفقات الحكومة؛ (3) جمع الإيرادات لدعم التصنيع بشكل مباشر من خلال المكافآت (الإعانات).
أدى ذلك إلى تمرير الكونغرس ثلاث تعريفات جمركية، وهي تعريفة عام 1789، وتعريفة عام 1790، وتعريفة عام 1792، والتي زادت التعريفات تدريجيًا.

#### النزعة الإقليمية
ساهمت التعريفات الجمركية في الانقسام بين الشمال والجنوب. زادت تعريفة عام 1824 التعريفات لحماية الصناعة الأمريكية في مواجهة السلع المستوردة الأرخص مثل المنتجات الحديدية، والصوف، والمنسوجات القطنية، والسلع الزراعية من إنجلترا. كانت هذه التعريفة الأولى التي شهدت فيها المصالح الإقليمية للشمال والجنوب صراعًا حقيقيًا، إذ دعى الجنوب إلى تخفيض التعريفات للاستفادة من التعريفة على أساس المعاملة بالمثل من إنجلترا والدول الأخرى التي تشتري المواد الزراعية الخام من الجنوب.
زادت تعريفة عام 1828، المعروفة أيضًا باسم تعريفة المكروهات، وتعريفة عام 1832، من حدة الانقسام بين الشمال والجنوب. في لحظة وجيزة عام 1832، أطلقت ولاية كارولاينا الجنوبية تهديدات مبهمة بالانسحاب من الاتحاد بسبب قضية التعريفة. في عام 1833، لتهدئة العلاقات بين الشمال والجنوب، خفض الكونغرس التعريفات. في خمسينيات القرن التاسع عشر، حصل الجنوب على تأثير أكبر على سياسة التعريفات وأجرى تخفيضات لاحقة.